# Keissleriella caudata
Keissleriella caudata är en svampart som först beskrevs av E. Müll., och fick sitt nu gällande namn av Corbaz 1957. Keissleriella caudata ingår i släktet Keissleriella och familjen Massarinaceae.  Arten är reproducerande i Sverige. Inga underarter finns listade i Catalogue of Life.